# Govardhan (Uttar Pradesh)
Govardhan es un pueblo y nagar Panchayat situado en el distrito de Mathura en el estado de Uttar Pradesh (India). Su población es de 22576 habitantes (2011). 

## Demografía
Según el censo de 2011 la población de Govardhan era de 22576 habitantes, de los cuales 12114 eran hombres y10462 eran mujeres. Govardhana tiene una tasa media de alfabetización del 75,19%, superior a la media estatal del 67,68%: la alfabetización masculina es del 83,12%, y la alfabetización femenina del 63,08%.